# 2135 Аристеј
2135 Аристеј (енгл. 2135 Aristaeus) је Аполо астероид чија средња удаљеност од Сунца износи 1,599 астрономских јединица (АЈ).
Апсолутна магнитуда астероида је 17,94.